# Putica
Putica je hercegovačko prezime Srba i Hrvata.
Pravoslavne Putice nastanjuju selo Orah u (Šumi trebinjskoj). Starinom su iz Gacka, odakle su doselili u trebinjsku Površ i živjeli u selištu Sopoštica pod brdom Maleštica na samoj granici Bosne i Hercegovine s Hrvatskom. Od tamo su se 1700. godine preselili u Orah «na tursku zemlju». Slave Đurđevdan (2005:588). Putica ima i u selu Volujac u Površi trebinjskoj. Doselili su u Volujac iz Gomiljana kod Trebinja, gdje su ranije živjeli. Imaju i drugo prezime Pujo. Ove Putice slave Aranđelovdan (2005:586).
Katoličke Putice su iz Prapratince kod Hutova, u općini Neum i Biogracima blizu Širokog Brijega. Putica ima i u Stocu. Starinom su iz Prapratnice, odakle su «davno» doselili u Biograce. Prema Jevtu Dedijeru, u Biograce su došli «prije 200 godina» iz Poljica u Dalmaciji i zvali su se Perići. Slavili su Tomindan. Mario Petrić smatra da «ova tvrdnja Dedijerova» nije točna (2005:588).